# Acanthocyclops venustoides
Acanthocyclops venustoides är en kräftdjursart som först beskrevs av William Chambers Coker 1934.  Acanthocyclops venustoides ingår i släktet Acanthocyclops och familjen Cyclopidae.

## Underarter
Arten delas in i följande underarter:
- A. v. venustoides
- A. v. bispinosus